# Geoff Bradford
Geoff Jeff Bradford (Londra, 13 gennaio 1934 – 24 marzo 2014) è stato un chitarrista e cantante britannico, esponente del blues britannico.

## Biografia
Geoff Bradford è un chitarrista britannico, artefice insieme a Cyril Davies e Alexis Korner, del fenomeno del British blues .
Ancora adolescente impara a suonare il piano dai dischi di Meade Lux Lewis e poi si arruola in marina e gira il mondo per tre anni. Quando la sua nave approda in Sicilia, si compra una chitarra e impara a suonarla ascoltando i dischi di blues e di jazz. 
A 20 anni ritorna in patria e sposa Jean nel 1954.  Inizia la sua carriera alla fine degli anni cinquanta, quando ben pochi conoscevano la musica blues in Inghilterra, suonando con Korner e Davies, anni prima di formare la Blues Incorporated al club Round House di Londra. Il loro stile è vicino allo Skiffle, suonato inizialmente da Ken Colyer, Chris Barber e Lonnie Donegan. 
Fonda un suo gruppo, i Sunrisers. Bradford è principalmente un ottimo virtuoso di chitarra, si rifà ai maestri del country blues come Blind Blake e Blind Willie McTell e ai jazzisti Django Reinhardt e Wes Montgomerye ascolta i primi musicisti americani di colore che fanno tournée in Inghilterra, com Big Bill Broonzy, Josh White e Leadbelly. È poco proponso alle aperture verso un blues elettrico di Korner e Davies, molto influenzati dalle due tournée di Muddy Waters e dal suo blues. Suonò per un po'  con la Cyril Davies All-Stars anche quando diventò The Hoochie Coochie Men con Long John Baldry a dirigere la band. 
Bradford era anche amico di un giovane chitarrista di nome Brian Jones,
con il quale a volte suonava nei pub e nei club. Brian gli chiese se voleva diventare il chitarrista di un nuovo gruppo che si stava formando,
ma visto il tergiversare di Bradford (che riteneva troppo 'commerciale' la musica che stava ascoltando da loro), Brian Jones optò per un giovane chitarrista di nome Keith Richards e di lì a poco nacquero i Rolling Stones. 
Poiché il suono del British blues era ormai orientato verso una timbrica a suo giudizio più dura (tipo Rolling Stones, Jimmy Page, Eric Clapton, Jeff Beck), Jeff Bradford intraprende una carriera solista, come chitarrista di blues acustico, ragtime e jazz, diventando un punto di riferimento per molti chitarristi, nella tecnica particolare di suonare la chitarra, chiamata finger picking. La tecnica è di origine pianistica, cercando di riprodurre sulla chitarra il lavoro delle due mani sulla tastiera, pizzicando le corde con il pollice per produrre dei bassi alternati regolari (come la mano sinistra del piano) e l'uso delle altre dita per la melodia (come la mano destra del piano). Tecnica derivante anche dal suo iniziale amore per il piano. Incide qualche disco solista molto apprezzato dai critici musicali ma che passa quasi inosservato dal grosso pubblico.

## Discografia
- Long John Baldry and the Hoochie Coochie Men - Long John's Blues (1965)
- Geoff Bradford - The Right String (1976) Black Lion Records
- Geoff Bradford - Rockin' the Blues (1979) LP Black Lion Records
- Geoff Bradford - Tribute to Fats Waller (1985) LP/CD Magnolia Christabel Records
- Geoff Bradford - The Return of a Guitar Legend (1995) CD BGO
- Bradford appare anche nel video Masters of British Guitar e nel film  Living with the Blues di Channel Four